# SONGS OF TOKYO
『SONGS OF TOKYO』（ソングス・オブ・トーキョー）は、NHKワールド JAPAN（NHKワールドTV）およびNHK総合テレビで2018年1月1日から2023年4月3日まで放送されていた日本国外向けの音楽番組。ホスト（司会）は村上信五（関ジャニ∞）。
2019年3月25日からは毎月1回のレギュラー放送が開始された。
本番組が主催する音楽フェスティバルおよび特別番組『SONGS OF TOKYO Festival』は、本項「#SONGS OF TOKYO Festival」を参照。
本番組の後継番組である『NHK WORLD-JAPAN Music Festival』については、本項「#Music Festival」を参照。

## 概要
日本の音楽を世界に発信する音楽番組。最新の日本の音楽シーンから話題のアーティストをゲストに迎え、外国人ファンからの声を交えながらパフォーマンスとトークでその魅力を世界に発信する。
2017年・2018年度にNHKホールでの公開収録特別番組として『SONGS OF TOKYO』のタイトルで放送され、当初は東京2020オリンピック・パラリンピックに向けて、世界で人気を博す日本のアーティストがパフォーマンスを披露し、世界の人々に向け日本文化と東京の「今」を象徴する音楽を発信するコンセプトとしていた。
2019年度より同タイトルで毎月1回のレギュラー放送を開始。司会とアシスタントは特番時代から引き続き村上信五（関ジャニ∞）とホラン千秋が担当。レギュラー放送開始後も特番放送は『SONGS OF TOKYO Festival』と題を変え、番組終了年度まで毎年継続して放送されていた。
2019年4月22日のレギュラー放送開始に先立ち、同年3月25日にレギュラー放送のパイロット版（#0）が放送された。
2021年4月の放送分より、放送時間が変更となり、NHKワールド JAPANは朝6時台のみ「6:10 - 6:38」から「5:10 - 5:38」に、NHK総合テレビは「0:05 - 0:33」から「23:10 - 23:38」に変更された。
NHK総合テレビでの2022年5月2日（1日深夜）の放送より、放送時間が「23:10 - 23:38」から「0:25 - 0:53」に変更された。
レギュラー放送は原則毎月1回の放送であるが、これは制作局であるNHKワールド JAPANを基準にしている。遅れ放送であるNHK総合テレビでは、1か月に複数回放送される場合もあった。
2023年3月20日でNHKワールド JAPANの放送が、同年4月3日（2日深夜）でNHK総合テレビの放送が終了となり、2017年度の公開収録から始まった約6年の歴史に幕を下ろした。
その後、2023年度には『NHK WORLD-JAPAN Music Festival』と改題した後継番組が放送された。

## 出演者

### 番組終了時点での出演者
- 村上信五（関ジャニ∞） - ホスト（司会）
- ホラン千秋 - コ・ホスト（アシスタント）
  - パイロット版第1回は「インターナショナル・リポーター」として出演[18]。

### 過去の出演者
- 有働由美子（当時NHKアナウンサー） - コ・ホスト
  - パイロット版第1回のみ出演。
- 杉浦友紀（NHKアナウンサー）
  - パイロット版第2回のみ出演。以後ナレーションとしては出演有り。

## 放送リスト

### 2019年
| 回 | 放送日   | 放送日         | ゲスト               | 曲目                                                          |
| 回 | ワールド | 総合           | ゲスト               | 曲目                                                          |
| -- | -------- | -------------- | -------------------- | ------------------------------------------------------------- |
| 0  | 3月25日  | 4月21日        | 水樹奈々             | 深愛                                                          |
| 0  | 3月25日  | 4月21日        | 宮野真守             | シャイン BREAK IT!〜禁断のレジスタンス（水樹奈々 & 宮野真守） |
| 1  | 4月22日  | 5月5日         | YOSHIKI              | ENDLESS RAIN Anniversary                                      |
| 2  | 5月20日  | 6月16日        | Little Glee Monster  | Jupiter 世界はあなたに笑いかけている OVER 君に届くまで        |
| 3  | 6月17日  | 8月18日        | AI                   | Summer Magic Story IT'S GONNA BE ALRIGHT ハピネス             |
| 4  | 7月22日  | 8月25日        | 徳永英明             | 夢を信じて 壊れかけのRadio レイニー ブルー 輝きながら…        |
| 5  | 8月19日  | 9月15日        | きゃりーぱみゅぱみゅ | きゃりーかぶきかぶきスペシャルメドレー きみがいいねくれたら   |
| 6  | 11月18日 | 11月24日       | 山本彩               | 追憶の光                                                      |
| 6  | 11月18日 | 11月24日       | Reol                 | サイサキ                                                      |
| 6  | 11月18日 | 11月24日       | Juice=Juice          | 「ひとりで生きられそう」ってそれってねえ、褒めているの?       |
| 6  | 11月18日 | 11月24日       | ASCA                 | RESISTER                                                      |
| 7  | 12月23日 | 2020年 1月19日 | SixTONES             | Imitation Rain JAPONICA STYLE                                 |
| 7  | 12月23日 | 2020年 1月19日 | Snow Man             | D.D. Lock on!                                                 |

### 2020年
| 回 | 放送日   | 放送日         | ゲスト           | 曲目                                                                       |
| 回 | ワールド | 総合           | ゲスト           | 曲目                                                                       |
| -- | -------- | -------------- | ---------------- | -------------------------------------------------------------------------- |
| 8  | 1月20日  | 2月23日        | （総集編の放送） |                                                                            |
| 9  | 2月17日  | 3月1日         | 和楽器バンド     | 千本桜 Ignite IZANA                                                        |
| 10 | 3月23日  | 3月29日        | JUJU             | 糸 奇跡を望むなら... この夜を止めてよ やさしさで溢れるように STAYIN' ALIVE |
| 11 | 5月25日  | 5月31日        | 雨のパレード     | Summer Time Magic Tokyo                                                    |
| 11 | 5月25日  | 5月31日        | 緑黄色社会       | sabotage Shout Baby                                                        |
| 12 | 7月20日  | 7月26日        | milet            | us inside you Tell me Grab the air                                         |
| 13 | 8月24日  | 8月30日        | BiSH             | TOMORROW My landscape スーパーヒーローミュージック LETTERS                 |
| 14 | 9月21日  | 9月27日        | 鈴木雅之         | ラブ・ドラマティック DADDY! DADDY! DO! め組のひと                          |
| 15 | 10月19日 | 10月25日       | MIYAVI           | Holy Nights (Lockdown 2020 ver.) Bang! Hands To Hold                       |
| 16 | 11月23日 | 11月29日       | 尾崎裕哉         | LONELY Awaken I LOVE YOU                                                   |
| 17 | 12月21日 | 2021年 1月10日 | JO1              | MONSTAR Safety Zone Shine A Light                                          |

### 2021年
| 回 | 放送日   | 放送日         | ゲスト                           | 曲目                                                 |
| 回 | ワールド | 総合           | ゲスト                           | 曲目                                                 |
| -- | -------- | -------------- | -------------------------------- | ---------------------------------------------------- |
| 18 | 1月25日  | 1月31日        | 広瀬香美                         | 愛があれば大丈夫（広瀬香美& 眉村ちあき） Pretender   |
| 19 | 2月22日  | 2月28日        | Sexy Zone                        | Sexy Zone RUN RIGHT NEXT TO YOU                      |
| 20 | 3月22日  | 3月28日        | Aqours                           | 真夏は誰のモノ? Misty Frosty Love                    |
| 20 | 3月22日  | 3月28日        | 虹ヶ咲学園スクールアイドル同好会 | 未来ハーモニー NEO SKY, NEO MAP!                     |
| 20 | 3月22日  | 3月28日        | Liella!                          |                                                      |
| 21 | 4月19日  | 4月24日        | 櫻坂46                           | Nobody's fault BAN 偶然の答え 思ったよりも寂しくない |
| 22 | 5月24日  | 5月29日        | MORISAKI WIN                     | パレード-PARADE Love in the stars 星が巡り逢う夜に   |
| 22 | 5月24日  | 5月29日        | 和楽器バンド                     | Starlight 生命のアリア                               |
| 23 | 6月21日  | 6月26日        | 蒼井翔太                         | give me ♡ me Eclipse                                 |
| 23 | 6月21日  | 6月26日        | 上坂すみれ                       | EASY LOVE POP TEAM EPIC                              |
| 24 | 7月19日  | 8月21日        | Awesome City Club                | 勿忘 夏の午後はコバルト                              |
| 24 | 7月19日  | 8月21日        | Ms.OOJA                          | 真夜中のドア〜stay with me                           |
| 25 | 9月20日  | 9月25日        | クレイジーケンバンド             | DOWN TOWN タイガー&ドラゴン                          |
| 25 | 9月20日  | 9月25日        | ちゃんみな                       | Never Grow Up(Acoustic Version) 美人                 |
| 26 | 10月25日 | 10月30日       | L'Arc〜en〜Ciel                  | ミライ FOREVER                                       |
| 27 | 12月20日 | 2022年 1月15日 | TRUE                             | Sincerely WILL 未来のひとへ                          |
| 27 | 12月20日 | 2022年 1月15日 | 茅原実里                         | みちしるべ エイミー                                  |

### 2022年
| 回 | 放送日   | 放送日  | ゲスト                 | 曲目                                         |
| 回 | ワールド | 総合    | ゲスト                 | 曲目                                         |
| -- | -------- | ------- | ---------------------- | -------------------------------------------- |
| 28 | 1月24日  | 1月29日 | [ 注 11 ]              |                                              |
| 29 | 2月21日  | 2月26日 | milet                  | Prover Tell me Fly High One Reason           |
| 30 | 3月21日  | 3月26日 | FLOW                   | GO!!! GOLD                                   |
| 31 | 4月18日  | 5月2日  | CHAI                   | END まるごと                                 |
| 32 | 5月23日  | 5月30日 | STAMP                  | move on feat. Awesome City Club カタオモイ   |
| 32 | 5月23日  | 5月30日 | Awesome City Club      | Good Morning                                 |
| 33 | 6月20日  | 6月27日 | 新しい学校のリーダーズ | Pineapple Kryptonite WOO! GO!                |
| 33 | 6月20日  | 6月27日 | NEMOPHILA              | REVIVE雷霆 -RAITEI-                          |
| 34 | 7月18日  | 8月1日  | 元ちとせ               | ワダツミの木 暁の鐘 ヨイスラ節               |
| 34 | 7月18日  | 8月1日  | 緑黄色社会             | Mela! ブレス                                 |
| 35 | 8月22日  | 8月29日 | 宇多田ヒカル           | BADモード                                    |
| 36 | 11月21日 | 12月4日 | Travis Japan           | JUST DANCE! BIG BANG BOY My Dreamy Hollywood |

### 2023年
| 回 | 放送日   | 放送日  | ゲスト              | 曲目                        |
| 回 | ワールド | 総合    | ゲスト              | 曲目                        |
| -- | -------- | ------- | ------------------- | --------------------------- |
| 37 | 2月20日  | 2月27日 | スガシカオ          | Progress さよならサンセット |
| 38 | 3月20日  | 4月3日  | BAND-MAID           | Choose me Memorable         |
| 38 | 3月20日  | 4月3日  | ヤバイTシャツ屋さん | hurray                      |
| 38 | 3月20日  | 4月3日  | 由薫                | 星月夜                      |

## SONGS OF TOKYO Festival
『SONGS OF TOKYO Festival』（ソングス・オブ・トーキョー・フェスティバル）は、2017年から2022年まで毎年9月から11月頃に東京・NHKホールにて2日間に分けて開催されていた、本番組主催の音楽フェスティバルおよび音楽特別番組。ホスト（司会）は、レギュラー放送と同様に村上信五（関ジャニ∞）。
2017年度・2018年度は、本番組のレギュラー放送のパイロット版の括りであった為、タイトルに「Festival」が付かず、『SONGS OF TOKYO』のみであった。
2020年度・2021年度は、新型コロナウイルスの流行に伴い無観客公演とし、客席に海外オンライン観客映像15面を投影するスクリーンを2面設置する形での収録となった。
2022年度は、約3年振りに有観客での開催となるが、初めて2日間に分けずに1日での開催となり、これに伴い、NHKワールド JAPANの放送は例年の4日間ではなく2日間のみの放送となった。
2023年3月20日および4月3日（2日深夜）の放送で本番組が最終回を迎えたため、本イベントの開催および放送は2022年度をもって終了した。

### 開催データ（Festival）
| 回 | 開催年 | 開催日         | タイトル                     | ホスト   | コ・ホスト          | その他     |
| -- | ------ | -------------- | ---------------------------- | -------- | ------------------- | ---------- |
| 1  | 2017年 | 11月25日・26日 | SONGS OF TOKYO               | 村上信五 | 有働由美子          | ホラン千秋 |
| 2  | 2018年 | 10月11日・12日 | SONGS OF TOKYO               | 村上信五 | ホラン千秋 杉浦友紀 | N/A        |
| 3  | 2019年 | 9月12日・13日  | SONGS OF TOKYO Festival 2019 | 村上信五 | ホラン千秋          | N/A        |
| 4  | 2020年 | 10月10日・11日 | SONGS OF TOKYO Festival 2020 | 村上信五 | ホラン千秋          | N/A        |
| 5  | 2021年 | 不明           | SONGS OF TOKYO Festival 2021 | 村上信五 | ホラン千秋          | N/A        |
| 6  | 2022年 | 10月1日        | SONGS OF TOKYO Festival 2022 | 村上信五 | ホラン千秋          | N/A        |

### 放送データ（Festival）
※本イベントのテレビ放送。
| 回 | 放送局        | Part                   | 放送日                 | 出演者                                                                                                 |
| -- | ------------- | ---------------------- | ---------------------- | --- |
| 1  | ワールドJAPAN | 1                      | 2018年1月1日           | Cornelius MIYAVI Perfume X JAPAN                                                                       |
| 1  | ワールドJAPAN | 2                      | 2018年1月1日           | Aqours T.M.Revolution Linked Horizon LiSA                                                              |
| 1  | ワールドJAPAN | 3                      | 2018年1月2日           | 西野カナ きゃりーぱみゅぱみゅ MAN WITH A MISSION SEKAI NO OWARI                                        |
| 1  | ワールドJAPAN | 4                      | 2018年1月2日           | AKB48 久石譲 関ジャニ∞ NEWS                                                                            |
| 1  | 総合          | 2018年1月8日           | 2018年1月8日           | 上記アーティスト全て                                                                                   |
| 2  | ワールドJAPAN | 1                      | 2018年11月17日         | 内田真礼 欅坂46 刀剣男士 formation of TOKYO 乃木坂46                                                   |
| 2  | ワールドJAPAN | 2                      | 2018年11月18日         | 藍井エイル GARNiDELiA ゴールデンボンバー 澤野弘之/SawanoHiroyuki[nZk]                                  |
| 2  | ワールドJAPAN | 3                      | 2018年11月24日         | [ALEXANDROS] DA PUMP 三浦大知                                                                          |
| 2  | ワールドJAPAN | 4                      | 2018年11月25日         | 石川さゆり 関ジャニ∞ NEWS                                                                              |
| 2  | 総合          | 2019年1月5日           | 2019年1月5日           | 上記アーティスト全て                                                                                   |
| 2  | BS4K          | 2018年12月3日 - 24日   | 2018年12月3日 - 24日   | 上記アーティスト全て                                                                                   |
| 3  | ワールドJAPAN | 1                      | 2019年10月26日         | King & Prince NEWS モーニング娘。'19                                                                   |
| 3  | ワールドJAPAN | 2                      | 2019年10月27日         | Official髭男dism GENERATIONS from EXILE TRIBE BiSH Mrs. GREEN APPLE                                    |
| 3  | ワールドJAPAN | 3                      | 2019年11月2日          | JAM Project 高橋洋子 TRUE fripSide May'n                                                               |
| 3  | ワールドJAPAN | 4                      | 2019年11月3日          | GLAY 東京スカパラダイスオーケストラ LUNA SEA                                                           |
| 3  | 総合          | 2020年1月4日           | 2020年1月4日           | 上記アーティスト全て                                                                                   |
| 3  | BS4K          | 2020年1月19日 - 3月1日 | 2020年1月19日 - 3月1日 | 上記アーティスト全て                                                                                   |
| 4  | ワールドJAPAN | 1                      | 2020年10月24日         | SixTONES HYDE 日向坂46 BABYMETAL                                                                       |
| 4  | ワールドJAPAN | 2                      | 2020年10月25日         | アイドルマスター BanG Dream! 水樹奈々                                                                  |
| 4  | ワールドJAPAN | 3                      | 2020年10月31日         | 蒼井翔太 いきものがかり 水瀬いのり ももいろクローバーZ ワルキューレ                                    |
| 4  | ワールドJAPAN | 4                      | 2020年11月1日          | NEWS Perfume Foorin Foorin team E 布袋寅泰                                                             |
| 4  | 総合          | 2021年1月3日           | 2021年1月3日           | 上記アーティスト全て                                                                                   |
| 4  | BS4K          | 2021年1月16日          | 2021年1月16日          | 上記アーティスト全て                                                                                   |
| 4  | BSプレミアム  | 2021年1月22日          | 2021年1月22日          | 上記アーティスト全て                                                                                   |
| 5  | ワールドJAPAN | 1                      | 2021年11月20日         | 櫻坂46 ジェニーハイ 女王蜂 yama                                                                        |
| 5  | ワールドJAPAN | 2                      | 2021年11月21日         | ウマ娘 鬼頭明里 CHAI 花澤香菜                                                                          |
| 5  | ワールドJAPAN | 3                      | 2021年11月27日         | [Alexandros] NEWS ミドリーズ 【シティポップ特集】 川崎鷹也 加藤史帆・齊藤京子（日向坂46） MORISAKI WIN |
| 5  | ワールドJAPAN | 4                      | 2021年11月28日         | 関ジャニ∞ PUFFY L'Arc〜en〜Ciel                                                                        |
| 5  | 総合          | 2022年1月3日           | 2022年1月3日           | 上記アーティスト全て                                                                                   |
| 6  | ワールドJAPAN | 1                      | 2022年11月5日          | 新しい学校のリーダーズ 影山ヒロノブ きただにひろし ヒグチアイ マカロニえんぴつ 水樹奈々                |
| 6  | ワールドJAPAN | 2                      | 2022年11月12日         | 小野正利 QUEENDOM ClariS なにわ男子 宮田俊哉（Kis-My-Ft2） Liella! LiSA                                |
| 6  | BS4K          | 2022年12月10日         | 2022年12月10日         | 上記アーティスト全て                                                                                   |
| 6  | 総合          | 2023年1月2日           | 2023年1月2日           | 上記アーティスト全て                                                                                   |

### SONGS OF TOKYO（2017年）
| 出演者               | 曲目                     |
| -------------------- | ------------------------ |
| Cornelius            | COUNT FIVE OR SIX        |
| Cornelius            | Beep It                  |
| Aqours               | 未来の僕らは知ってるよ   |
| Aqours               | HAPPY PARTY TRAIN        |
| Aqours               | MIRAI TICKET             |
| T.M.Revolution       | INVOKE -インヴォーク-    |
| T.M.Revolution       | ignited -イグナイテッド- |
| きゃりーぱみゅぱみゅ | にんじゃりばんばん       |
| きゃりーぱみゅぱみゅ | PONPONPON                |
| きゃりーぱみゅぱみゅ | 原宿いやほい             |
| MAN WITH A MISSION   | FLY AGAIN                |
| MAN WITH A MISSION   | MY Hero                  |
| MAN WITH A MISSION   | Raise your flag          |
| 西野カナ             | トリセツ                 |
| 西野カナ             | Have a nice day          |
| 西野カナ             | 手をつなぐ理由           |
| SEKAI NO OWARI       | RAIN                     |
| SEKAI NO OWARI       | スターゲイザー           |
| SEKAI NO OWARI       | SOS                      |
| NEWS                 | KAGUYA                   |
| NEWS                 | さくらガール             |
| NEWS                 | weeeek                   |

| 出演者         | 曲目                       |
| -------------- | -------------------------- |
| Perfume        | FLASH                      |
| Perfume        | If you wanna               |
| Linked Horizon | 紅蓮の弓矢                 |
| Linked Horizon | 心臓を捧げよ!              |
| LiSA           | crossing field             |
| LiSA           | Rising Hope                |
| LiSA           | Catch the Moment           |
| AKB48          | 会いたかった               |
| AKB48          | 恋するフォーチュンクッキー |
| 関ジャニ∞      | High Spirits               |
| 関ジャニ∞      | Tokyoholic                 |
| 関ジャニ∞      | NOROSHI                    |
| MIYAVI         | Raise Me Up                |
| MIYAVI         | Fire Bird                  |
| X JAPAN        | La Venus                   |
| X JAPAN        | ENDLESS RAIN               |
| 久石譲         | Links                      |
| 久石譲         | One Summer's Day           |
| 久石譲         | Oriental Wind              |

### SONGS OF TOKYO（2018年）
| 出演者                       |
| ---------------------------- |
| 藍井エイル                   |
| [ALEXANDROS]                 |
| GARNiDELiA                   |
| 欅坂46                       |
| 澤野弘之/SawanoHiroyuki[nZk] |
| 刀剣男子 formation of TOKYO  |
| NEWS                         |

| 出演者             |
| ------------------ |
| 石川さゆり         |
| 内田真礼           |
| 関ジャニ∞          |
| ゴールデンボンバー |
| DA PUMP            |
| 乃木坂46           |
| 三浦大知           |

### SONGS OF TOKYO Festival 2019
| 出演者                       |
| ---------------------------- |
| GENERATIONS from EXILE TRIBE |
| JAM Project                  |
| TRUE                         |
| NEWS                         |
| モーニング娘。'19            |
| LUNA SEA                     |

| 出演者           |
| ---------------- |
| Official髭男dism |
| King & Prince    |
| GLAY             |
| 高橋洋子         |
| BiSH             |
| fripSide         |
| Mrs. GREEN APPLE |
| May'n            |

### SONGS OF TOKYO Festival 2020
| 出演者               | 曲目                             |
| -------------------- | -------------------------------- |
| アイドルマスター     | Beyond The Dream                 |
| アイドルマスター     | Spread the Wings!!               |
| アイドルマスター     | Thank You!                       |
| アイドルマスター     | Star!!                           |
| アイドルマスター     | 自分REST@RT                      |
| アイドルマスター     | なんどでも笑おう                 |
| 蒼井翔太             | BAD END                          |
| 蒼井翔太、水瀬いのり | Starry Wish                      |
| 蒼井翔太、水瀬いのり | Hormony                          |
| いきものがかり       | ホタルノヒカリ                   |
| いきものがかり       | ブルーバード                     |
| いきものがかり       | きらきらにひかる                 |
| SixTONES             | Imitation Rain                   |
| SixTONES             | NAVIGATOR                        |
| SixTONES             | NEW ERA                          |
| NEWS                 | カナリヤ                         |
| NEWS                 | 希望～Yell～                     |
| NEWS                 | weeeek                           |
| NEWS                 | ビューティフル                   |
| HYDE                 | LET IT OUT                       |
| HYDE                 | BELIVING IN MYSELF               |
| HYDE                 | ZIPANG                           |
| BanG Dream!          | ミライトレイン                   |
| BanG Dream!          | Avant-garde-HISTORY              |
| BanG Dream!          | Beautiful Birthday               |
| Perfume              | TOKYO GIRL                       |
| Perfume              | だいじょばない                   |
| Perfume              | Time Warp                        |
| 日向坂46             |                                  |
| Foorin               | パプリカ                         |
| Foorin team E        | パプリカ                         |
| BABYMETAL            | PA PA YA!! (feat. F.HERO)        |
| BABYMETAL            | B×M×C                            |
| BABYMETAL            | ギミチョコ!!                     |
| 布袋寅泰             | BATTLE WITHOUT HONOR OR HUMANITY |
| 布袋寅泰             | FLY INTO YOUR DREAM              |
| 水樹奈々             |                                  |
| 水瀬いのり           | ココロソマリ                     |
| ももいろクローバーZ  | MOON PRIDE                       |
| ももいろクローバーZ  | サラバ、愛しき悲しみたちよ       |
| ももいろクローバーZ  | ニッポン笑顔百景                 |
| ワルキューレ         | 一度だけの恋なら                 |
| ワルキューレ         | 未来はオンナのためにある         |
| ワルキューレ         | ワルキューレがとまらない         |

### SONGS OF TOKYO Festival 2021
| 出演者                         |
| ------------------------------ |
| [Alexandros]                   |
| ウマ娘                         |
| 関ジャニ∞                      |
| 鬼頭明里                       |
| 櫻坂46                         |
| ジェニーハイ                   |
| 女王蜂                         |
| CHAI                           |
| NEWS                           |
| 花澤香菜                       |
| PUFFY                          |
| ミドリーズ                     |
| yama                           |
| L'Arc〜en〜Ciel                |
| 川崎鷹也                       |
| 加藤史帆・齊藤京子（日向坂46） |
| MORISAKI WIN                   |

### SONGS OF TOKYO Festival 2022
| 出演者                 |
| ---------------------- |
| 新しい学校のリーダーズ |
| 小野正利               |
| 影山ヒロノブ           |
| きただにひろし         |
| QUEENDOM               |
| ClariS                 |
| なにわ男子             |
| ヒグチアイ             |
| マカロニえんぴつ       |
| 水樹奈々               |
| 宮田俊哉（Kis-My-Ft2） |
| Liella!                |
| LiSA                   |

## Music Festival
『NHK WORLD-JAPAN Music Festival 2023』（エヌエイチケイ ワールド ジャパン ミュージック フェスティバル 2023）は、NHKワールド JAPANで2023年11月19日・26日、NHK総合で2024年1月3日に放送された音楽特別番組。ホスト（司会）は『SONGS OF TOKYO』と同様に村上信五（関ジャニ∞）。
本番組は、2017年度から2022年度まで毎年放送されていた『SONGS OF TOKYO Festival』が「パワーアップ」として改題した後継番組。同番組に出演していた村上やホラン千秋も続投している。

### 放送データ（Music Festival）
| 開催日         | 放送局        | Part         | 放送日         | 放送時間                                              |
| -------------- | ------------- | ------------ | -------------- | ----------------------------------------------------- |
| 2023年10月28日 | ワールドJAPAN | 1            | 2023年11月19日 | 9:10 - 9:59 15:10 - 15:59 21:10 - 21:59 翌3:10 - 3:59 |
| 2023年10月28日 | ワールドJAPAN | 2            | 2023年11月26日 | 9:10 - 9:59 15:10 - 15:59 21:10 - 21:59 翌3:10 - 3:59 |
| 2023年10月28日 | 総合          | 2024年1月3日 | 2024年1月3日   | 23:25 - 翌1:25                                        |

### 出演者（Music Festival）
- 村上信五（関ジャニ∞） - ホスト（司会）
- ホラン千秋 - コ・ホスト（アシスタント）

| 出演者                           | 曲目          |
| -------------------------------- | ------------- |
| アイナ・ジ・エンド               | Red:birthmark |
| imase                            | NIGHT DANCER  |
| カメレオン・ライム・ウーピーパイ | LaLaLa        |
| 櫻坂46                           | 承認欲求      |
| BAND-MAID                        | Shambles      |
| BE:FIRST                         | Mainstream    |
| Mrs. GREEN APPLE                 | 私は最強      |
| 有華                             | Baby you      |
| 緑黄色社会                       | 花になって    |

| 出演者                 | 曲目                     |
| ---------------------- | ------------------------ |
| ASCA                   | RESISTER                 |
| 梶浦由記               | 『鬼滅の刃』メインテーマ |
| 梶浦由記               | Magia                    |
| 梶浦由記               | 蒼穹のファンファーレ     |
| 関ジャニ∞              | LIFE〜目の前の向こうへ〜 |
| 結束バンド             | 青春コンプレックス       |
| 女王蜂                 | メフィスト               |
| 鈴木雅之 feat.高城れに | Love is Show             |
| 高橋洋子               | 残酷な天使のテーゼ       |
| ReoNa                  | R.I.P.                   |

### スタッフ（Music Festival）
- ナレーション
  - NHKワールド JAPAN：クリス・ペプラー
  - NHK総合テレビ：水瀬いのり
- 構成：渡辺健一
- 翻訳：ネルソン・バビンコイ
- 技術：関根和成
- 撮影：今井雅彦
- 照明：古川考太
- 音声：野尻徳重
- 映像技術：亀卦川柳人
- 美術：山口高志
- 音響効果：小野寺孝之
- 取材：神保香織
- リサーチャー：西あんず[注 29]
- 編集：相川侑輝[注 30]
- ディレクター：鈴木健史、暁勇人[注 31]
- プロデューサー：吉澤多聞
- 制作統括：柴崎哲也
- 制作協力：CRAZY TV
- 制作・著作：NHK

## 放送時間

### レギュラー放送（放送時間）

#### 番組終了時点の放送時間
- NHKワールド JAPAN（2021年4月から）
  - 月1回 月曜日
    - 0:10 - 0:38
    - 5:10 - 5:38
    - 12:30 - 12:58
    - 18:30 - 18:58

- NHK総合テレビ（2022年5月から）
  - 月1回 月曜日 0:25 - 0:53（日曜深夜）

#### 過去の放送時間
放送開始から2021年3月まで
- NHKワールド JAPAN
  - 月1回 月曜日
    - 0:10 - 0:38
    - 6:10 - 6:38
    - 12:30 - 12:58
    - 18:30 - 18:58

- NHK総合テレビ
  - 日曜日 0:05 - 0:33（土曜深夜）

2021年4月から2022年3月まで
- NHK総合テレビ
  - 土曜日 23:10 - 23:38

### 特番放送（放送時間）
- 初回放送のみ。
- 第3回以降は全て『SONGS OF TOKYO Festival』。

第1回『SONGS OF TOKYO』
- NHKワールド JAPAN
  - Part1：2018年1月1日 7:10 - 7:58
  - Part2：1月1日 8:10 - 8:58
  - Part3：1月2日 7:10 - 7:58
  - Part4：1月2日 8:10 - 8:58

- NHK総合テレビ
  - 1日目：1月8日 22:50 - 翌0:00
  - 2日目：1月9日 0:15 - 1:05

第2回『SONGS OF TOKYO』
- NHKワールド JAPAN
  - 8:10 - 8:58、14:10 - 14:58、19:10 - 19:58、翌2:10 - 2:58
    - Part1：2018年11月17日
    - Part2：11月18日
    - Part3：11月24日
    - Part4：11月25日

- NHK総合テレビ
  - 2019年1月5日 23:00 - 翌1:00

- BS4K
  - 2018年12月3日 - 24日
    - 毎週月曜 12:00 - 12:48

第3回
- NHKワールド JAPAN
  - 8:10 - 8:58、14:10 - 14:58、19:10 - 19:58、翌2:10 - 2:58
    - Part1：2019年10月26日
    - Part2：10月27日
    - Part3：11月2日
    - Part4：11月3日

- NHK総合テレビ
  - 2020年1月4日 23:00 - 翌1:00

- BS4K
  - 2020年1月19日 - 2月2日・2月23日 - 3月1日
    - 毎週日曜 19:00 - 20:00

第4回
- NHKワールド JAPAN
  - 8:10 - 8:58、14:10 - 14:58、19:10 - 19:58、翌2:10 - 2:58
    - Part1：2020年10月24日
    - Part2：10月25日
    - Part3：10月31日
    - Part4：11月1日

- NHK総合テレビ
  - 2021年1月3日 23:15 - 翌1:15（※ニュース中断あり）

- BS4K
  - 2021年1月16日 19:00 - 21:00

- BSプレミアム
  - 2021年1月22日 23:45 - 翌1:45

第5回
- NHKワールド JAPAN
  - 9:10 - 9:58、15:10 - 15:58、21:10 - 21:58、翌3:10 - 3:58
    - Part1：2021年11月20日
    - Part2：11月21日
    - Part3：11月27日
    - Part4：11月28日

- NHK総合テレビ
  - 2022年1月3日 23:20 - 翌1:20

第6回
- NHKワールド JAPAN
  - 9:10 - 9:58、16:10 - 16:58、21:10 - 21:58、翌3:10 - 3:58
    - DAY1：2022年11月5日
    - DAY2：11月12日

- BS4K
  - 2022年12月10日 21:00 - 22:40

- NHK総合テレビ
  - 2023年1月2日 23:00 - 翌0:40

## スタッフ
- ナレーション
  - NHKワールド JAPAN：クリス・ペプラー
  - NHK総合テレビ：水瀬いのり、杉浦友紀（NHKアナウンサー）
- 構成：渡辺健一
- 翻訳：ネルソン・バビンコイ
- 技術：関根和成
- 撮影：小野順也
- 照明：生水徹、古川考太
- 音声：野尻徳重、鈴木勇一
- 映像技術：石井隆太、行村日花里、松原泰
- 美術：山口高志
- 音響効果：小野寺孝之
- 編集：鈴木健史、暁勇人
- プロデューサー：外山尚吾
- 演出：湊里奈、鈴木健史
- 制作統括：浦上光太郎、佐渡岳利、柴崎哲也
- 制作協力：CRAZY TV
- 制作：NHKエンタープライズ
- 制作・著作：NHK